# 薛家大院
曲沃薛家大院，位于山西省临汾市曲沃县城内乐昌镇西城巷10号，为清代四合院住宅，前后三进，占地面积1011.60平方米，建筑面积700多平方米，现存建筑包括南房、过厅、过厅楼、北楼等。石雕、木雕及彩绘精美。1949年以后收归县房管所管理，若干部门先后驻此办公。1995年交给文物部门管理使用。
1987年，薛家大院公布为曲沃县文物保护单位。2004年5月，公布为临汾市文物保护单位。同年6月10日，薛家大院公布为山西省文物保护单位，编号4-204。2019年10月7日，曲沃薛家大院公布为第八批全国重点文物保护单位。